# Cossva Anckarsvärd
Per Gustaf August Cossva Anckarsvärd (ur. 17 sierpnia 1865 w Sztokholmie, zm. 25 września 1953) – szwedzki dyplomata, były poseł szwedzki w Warszawie (1920-1931), odznaczony Krzyżem Wielkim Orderu Odrodzenia Polski.
Urodził się w 1865 jako syn architekta Theodora Anckarsvärda (1816-1878) i działaczki na rzecz kobiet Ellen Anckarsvärd (1833-1898). W 1890 został zatrudniony w szwedzkim ministerstwie spraw zagranicznych na stanowisku attaché. W trakcie swojej kariery dyplomatycznej pełnił m.in. funkcję sekretarza szwedzkiego poselstwa w Berlinie (1903) oraz posła nadzwyczajnego i ministra pełnomocnego oraz konsula generalnego w Konstantynopolu, gdzie stał się naocznym świadkiem ludobójstwa Ormian. W 1920 został powołany na stanowisko szwedzkiego posła w Warszawie, którą to funkcję sprawował do 1931.
W 1900 poślubił w Nowym Jorku Maude Marie Agnes Duryea (1880-1949), z którą miał trójkę dzieci.